# ماسا پرتیلا
ماسا پرتیلا (فنلاندی: Masa Perttilä؛ ۲۱ ژانویهٔ ۱۸۹۶ – ۱۲ مهٔ ۱۹۶۸) کشتی‌گیر اهل فنلاند بود.